# Alles aus Liebe: 40 Jahre Die Toten Hosen
Alles aus Liebe: 40 Jahre Die Toten Hosen ist die achte Kompilation der Band Die Toten Hosen. Das Album erschien am 27. Mai 2022 und zelebriert das 40-jährige Bestehen der Musikgruppe aus Düsseldorf.

## Hintergrund
Anlässlich des 40-jährigen Bestehens der Toten Hosen veröffentlichten diese ihre achte Kompilation. Neben Hits wie Bonnie & Clyde, Pushed Again oder Tage wie diese, die zu Klassikern wurden, sind auch einige neue Lieder (z. B. Scheiß Wessis) vertreten. Die Band nahm im Zuge dieser Veröffentlichung außerdem zwei ihrer Lieder noch einmal auf, zudem wurde die Version des Liedes Wort zum Sonntag überarbeitet.

## Titelliste
| Nr.          | Titel                                          | Länge |
| ------------ | ---------------------------------------------- | ----- |
| 1.           | 3 Akkorde für ein Halleluja!                   | 1:58  |
| 2.           | Alle sagen das                                 | 2:40  |
| 3.           | Alles aus Liebe (Remix 2022)                   | 4:31  |
| 4.           | Bonnie & Clyde                                 | 3:31  |
| 5.           | Altes Fieber                                   | 3:30  |
| 6.           | Scheiß Wessis                                  | 3:46  |
| 7.           | Wünsch Dir was (Remix 2022)                    | 4:20  |
| 8.           | Wannsee                                        | 3:04  |
| 9.           | Amore Felice                                   | 3:47  |
| 10.          | Niemals einer Meinung (Remix 2022)             | 3:44  |
| 11.          | Kamikaze                                       | 3:22  |
| 12.          | Willkommen in Deutschland (Neue Aufnahme 2022) | 3:51  |
| 13.          | Pushed Again                                   | 3:50  |
| 14.          | Unter den Wolken                               | 3:34  |
| 15.          | Teufel                                         | 3:07  |
| 16.          | Laune der Natur                                | 3:25  |
| 17.          | Liebeslied (Neue Aufnahme 2022)                | 3:15  |
| 18.          | Auswärtsspiel                                  | 2:36  |
| 19.          | Hier kommt Alex                                | 3:54  |
| 20.          | Freunde                                        | 4:05  |
| 21.          | Nur zu Besuch                                  | 4:30  |
| Gesamtlänge: | Gesamtlänge:                                   | 74:20 |

| Nr.          | Titel                                                            | Länge |
| ------------ | ---------------------------------------------------------------- | ----- |
| 1.           | Steh auf, wenn du am Boden bist                                  | 3:52  |
| 2.           | Wort zum Sonntag („70 ist die neue 60, Ihr Lutscher!“ - Version) | 4:20  |
| 3.           | Tage wie diese                                                   | 4:28  |
| 4.           | Paradies                                                         | 3:57  |
| 5.           | Draußen vor der Tür                                              | 3:03  |
| 6.           | Wir sind bereit                                                  | 1:55  |
| 7.           | 1000 gute Gründe                                                 | 3:24  |
| 8.           | Bis zum bitteren Ende                                            | 2:26  |
| 9.           | 112                                                              | 3:37  |
| 10.          | Das ist der Moment                                               | 3:00  |
| 11.          | Alles was war                                                    | 3:11  |
| 12.          | Chaot (in mir)                                                   | 3:15  |
| 13.          | Alles passiert                                                   | 4:07  |
| 14.          | Du lebst nur einmal                                              | 2:09  |
| 15.          | Bayern                                                           | 4:19  |
| 16.          | Strom                                                            | 2:49  |
| 17.          | Zehn kleine Jägermeister                                         | 4:02  |
| 18.          | All die ganzen Jahre                                             | 3:26  |
| 19.          | Liebesspieler                                                    | 2:47  |
| 20.          | Opel-Gang                                                        | 1:39  |
| 21.          | Eisgekühlter Bommerlunder                                        | 2:56  |
| 22.          | Schönen Gruß, auf Wiederseh’n                                    | 3:35  |
| Gesamtlänge: | Gesamtlänge:                                                     | 72:17 |

## Chartplatzierungen
Alles aus Liebe: 40 Jahre Die Toten Hosen erreichte erstmals am 3. Juni 2022 die deutschen Albumcharts. Das Album stieg direkt auf der Spitzenposition ein und avancierte zum zwölften Nummer-eins-Album der Band. Damit zogen sie zu diesem Zeitpunkt mit der Kölschrockband BAP gleich, nur das deutsche Schlagerduo Die Amigos konnte als Band mehr Nummer-eins-Alben erzielen. Alles aus Liebe: 40 Jahre Die Toten Hosen platzierte sich bis zum 23. September 2022 17 Wochen in den Top 100, davon sieben in den Top 10. 2022 belegte das Album Rang sechs der deutschen Album-Jahrescharts sowie den dritten Rang in den deutschen Vinyl-Jahrescharts.
| ChartsChartplatzierungen | Höchstplatzierung | Wochen |
| ------------------------ | ----------------- | ------ |
| Deutschland (GfK)        | 1 (17 Wo.)        | 17     |
| Österreich (Ö3)          | 4 (9 Wo.)         | 9      |
| Schweiz (IFPI)           | 1 (15 Wo.)        | 15     |

| ChartsJahrescharts (2022) | Platzierung |
| ------------------------- | ----------- |
| Deutschland (GfK)         | 6           |
| Schweiz (IFPI)            | 31          |